# Trézilidé
Trézilidé [tʁezilide] (Trezelide, en breton), est une commune du département du Finistère, dans la région Bretagne, en France.

## Géographie
Trézilidé est une petite commune rurale de l'arrondissement de Morlaix située à 13 km de Saint-Pol-de-Léon et à 15 km de Landivisiau, principaux centres d'emploi du secteur. D'une superficie de 460 hectares, la commune léonarde est traversée par un cours d'eau, le Guillec. La commune appartient à la Communauté de communes du Pays de Landivisiau.  
| - OpenStreetMap Limite communale. |

### Communes limitrophes
| Plouzévédé, Tréflaouénan | Tréflaouénan | Plougoulm, Mespaul |
| Plouzévédé               | Trézilidé    | Mespaul            |
| Plouzévédé               | Plouzévédé   | Plouzévédé         |

### Hydrographie
Pour un article plus général, voir Réseau hydrographique du Finistère.
La commune est située dans le bassin Loire-Bretagne. Elle est drainée par le Guillec et divers autres petits cours d'eau,.
Le Guillec, d'une longueur de 25 km, prend sa source dans la commune de Saint-Vougay et se jette  dans la Manche entre les communes de Sibiril et de Plougoulm, après avoir traversé huit communes.  Les caractéristiques hydrologiques du Guillec sont données par la station hydrologique située sur la commune. Le débit moyen mensuel est de 0,707 m3/s. Le débit moyen journalier maximum est de 12 m3/s, atteint lors de la crue du 10 janvier 1982. Le débit instantané maximal est quant à lui de 15,3 m3/s, atteint le même jour.

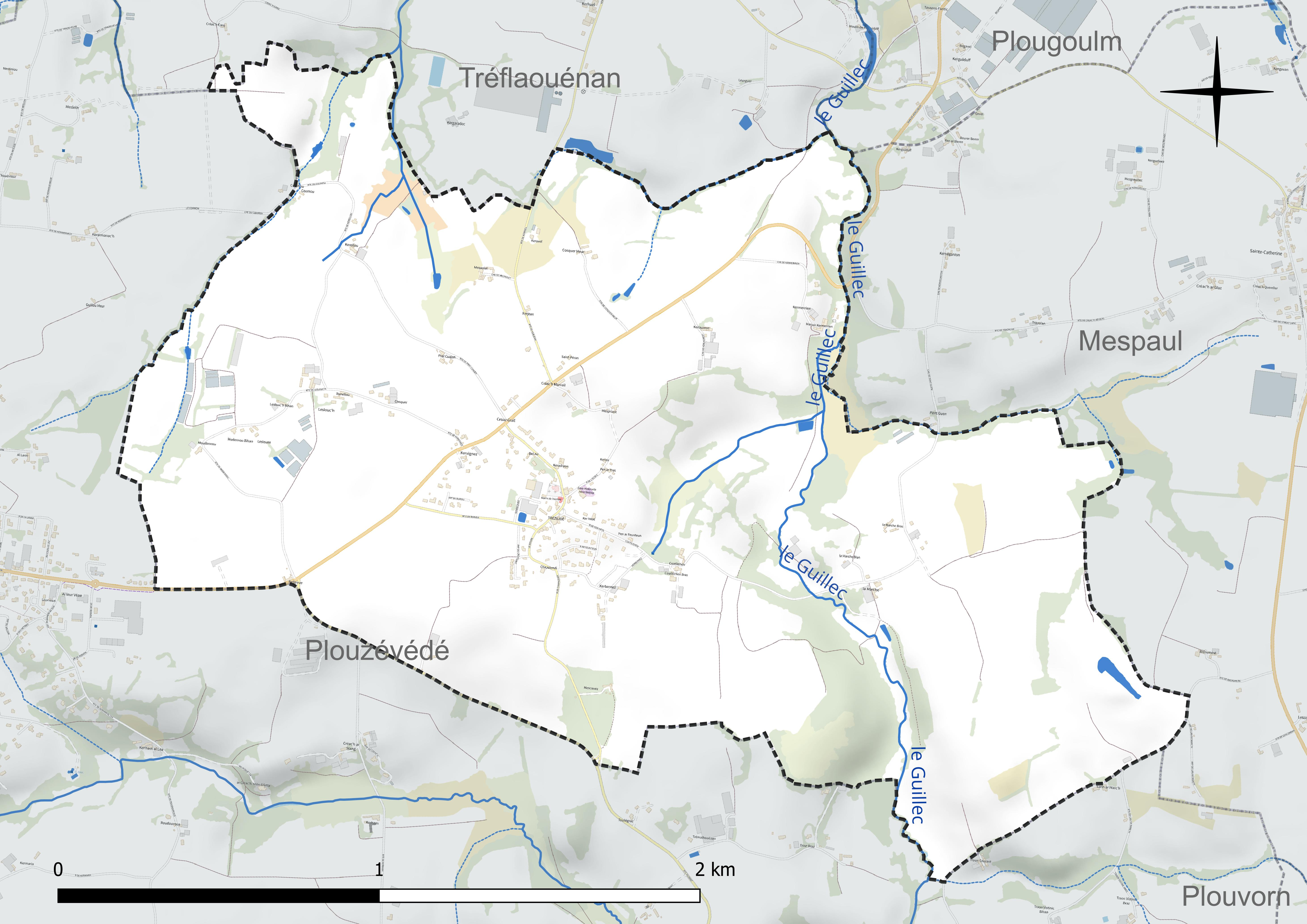
Réseau hydrographique de Trézilidé.

### Climat
Pour des articles plus généraux, voir Climat de la Bretagne et Climat du Finistère.
En 2010, le climat de la commune est de type climat océanique franc, selon une étude du CNRS s'appuyant sur une série de données couvrant la période 1971-2000. En 2020, Météo-France publie une typologie des climats de la France métropolitaine dans laquelle la commune est exposée à un climat océanique et est dans la région climatique  Finistère nord, caractérisée par une pluviométrie élevée, des températures douces en hiver (6 °C), fraîches en été et des vents forts. Parallèlement l'observatoire de l'environnement en Bretagne publie en 2020 un zonage climatique de la région Bretagne, s'appuyant sur des données de Météo-France de 2009. La commune est, selon ce zonage, dans la zone « Monts d'Arrée », avec des hivers froids, peu de chaleurs et de fortes pluies.  
Pour la période 1971-2000, la température annuelle moyenne est de 11,5 °C, avec  une amplitude thermique annuelle de 9,8 °C. Le cumul annuel moyen de précipitations est de 931 mm, avec 16,2 jours de précipitations en janvier et 7,6 jours en juillet. Pour la période 1991-2020, la température moyenne annuelle observée sur la station météorologique la plus proche, située sur la commune de Saint-Servais à 12 km à vol d'oiseau, est de 11,6 °C et le cumul annuel moyen de précipitations est de 1 160,4 mm,. Pour l'avenir, les paramètres climatiques de la commune estimés pour 2050 selon différents scénarios d'émission de gaz à effet de serre sont consultables sur un site dédié publié par Météo-France en novembre 2022.

## Urbanisme

### Typologie
Au 1er janvier 2024, Trézilidé est catégorisée commune rurale à habitat dispersé, selon la nouvelle grille communale de densité à 7 niveaux définie par l'Insee en 2022.
Elle est située hors unité urbaine et hors attraction des villes,.

### Occupation des sols
L'occupation des sols de la commune, telle qu'elle ressort de la base de données européenne d'occupation biophysique des sols Corine Land Cover (CLC), est marquée par l'importance des territoires agricoles (87,5 % en 2018), en diminution par rapport à 1990 (93,8 %). La répartition détaillée en 2018 est la suivante : 
terres arables (48,7 %), zones agricoles hétérogènes (28,4 %), prairies (10,5 %), zones urbanisées (6,3 %), forêts (6,2 %). L'évolution de l'occupation des sols de la commune et de ses infrastructures peut être observée sur les différentes représentations cartographiques du territoire : la carte de Cassini (XVIIIe siècle), la carte d'état-major (1820-1866) et les cartes ou photos aériennes de l'IGN pour la période actuelle (1950 à aujourd'hui).

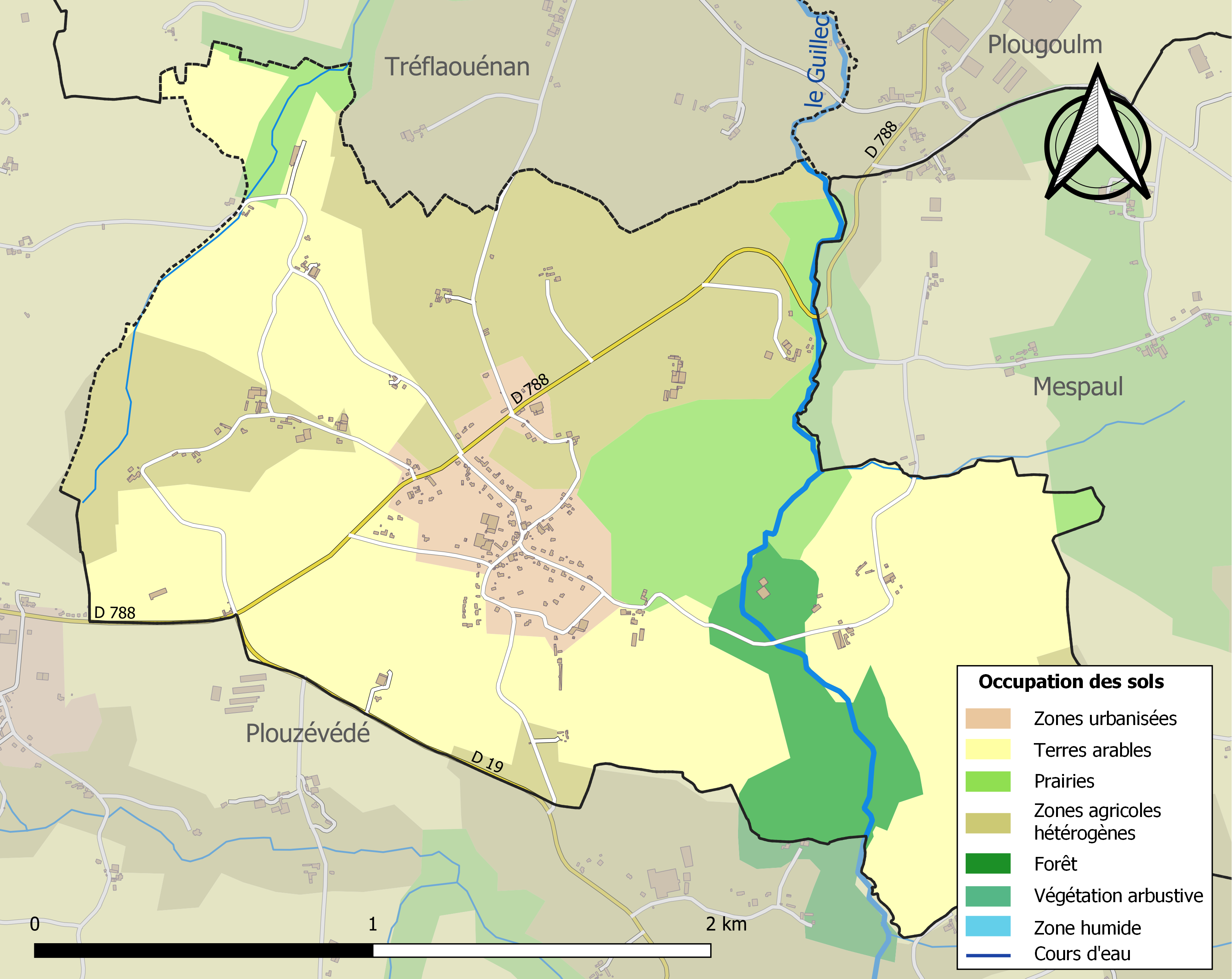
Carte des infrastructures et de l'occupation des sols de la commune en 2018 (CLC).

## Toponymie
Attestée sous la forme Tref de Treselide en 1426, Trezelide en 1481. 
Trezelide, en breton, sans accent.
Trézilidé dérive de Trev, trew, trève, paroisse et d'un anthroponyme, saint ou chef breton dont les hauts faits ne sont pas connus.

## Histoire

### Origines
Ancienne trève de Tréflaouénan, Trézilidé est un démembrement de la paroisse de Plouzévédé, postérieurement sans doute à 1330. Son patron, saint Péran, figure parmi les saints les plus connus de la Cornouailles anglaise, où il protège les mineurs d'étain. Il est le compagnon de saint Ké, patron de la commune voisine de Cléder et originaire d'Irlande. Saint Péran n'est jamais venu en Bretagne, mais son culte est introduit au Xe siècle par des habitants de Cléder émigrés en Cornouailles. En rentrant au pays, ceux-ci ramènent quelques-unes des reliques du saint. Saint Péran aurait rendu la vue au roi Corbanus et ce miracle trouve peut-être un écho dans l'origine du nom de la commune.

### Moyen Âge
La commune compte une motte féodale ainsi que plusieurs manoirs.

### Révolution française
La Bataille de Kerguidu, le 24 mars 1793, a laissé dans les mémoires des habitants du Léon un souvenir vivace nourri par des publications telle Emgann Kergidu (La bataille de Kerguidu) de Lan Inisan. La remise en cause de la religion catholique et, surtout, en février 1793, la décision de la levée en masse afin de « défendre la patrie en danger », expliquent cette révolte paysanne contre la troupe républicaine, qui sort victorieuse de l'affrontement. La bataille a lieu autour du pont de Kerguidu, qui enjambe le Guillec.

### LeXIXesiècle
En 1839, Trézilidé est érigé en paroisse.
Le pourcentage de conscrits illettrés à Trézilidé entre 1858 et 1867 est de 72 %.

### LeXXesiècle

#### LaBelle Époque
En 1912, Havas, recteur de Trézilidé, est inculpé d'outrage public au maire et aux conseillers municipaux, qu'il aurait traité de francs-maçons et d'ennemis de l'église. Il est acquitté.

#### La Première Guerre mondiale
Le monument aux morts de Trézilidé porte les noms de 19 soldats morts pour la France pendant la Première Guerre mondiale ; parmi eux, deux sont morts en Belgique dès 1914 (Jean-Marie Le Gall à Maissin, Jean Rosec à Rossignol), les autres sur le sol français.

## Politique et administration
| Période                                  | Période     | Identité                    | Étiquette | Qualité |
| ---------------------------------------- | ----------- | --------------------------- | --------- | ------- |
| 1901                                     | 1929        | Claude Guillerm (1860-1951) |           |         |
| 1929                                     | 1943        | Louis Argouach              |           |         |
| 1943                                     | 1944        | Jean Rosec                  |           |         |
| 1945                                     | 1971        | Yves Marc                   |           |         |
| 1971                                     | 1987        | Job Olier                   |           |         |
| 1987                                     | 1989        | Claude Méar                 |           |         |
| 1989                                     | 2008        | Michel Morvan               |           |         |
| 2008                                     | 23 mai 2020 | Danielle Philippe           |           |         |
| 23 mai 2020                              | En cours    | Yves-Marie Gilet            |           |         |
| Les données manquantes sont à compléter. |             |                             |           |         |

## Lieux et monuments

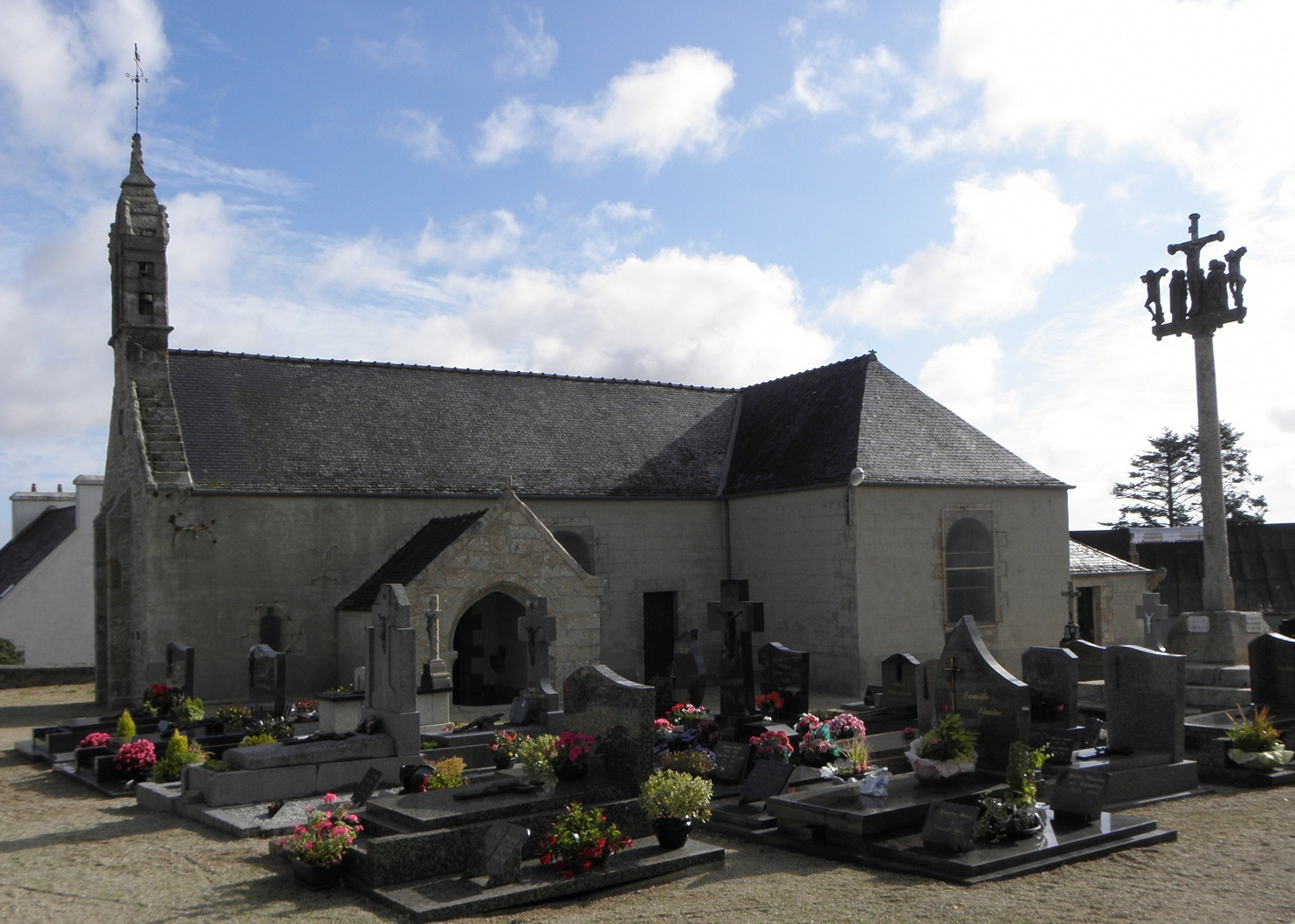
L'église Saint-Péran et le calvaire de l'enclos paroissial de Trézilidé.

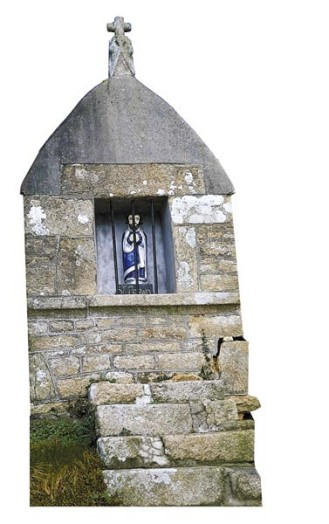
Oratoire de Saint-Péran.

- Oratoire de Saint-Péran.L'ancienne église a été reconstruite en 1767. L'église Saint-Péran est en forme de croix latine et à chevet polygonal. Sa façade porte un écusson renversé aux armes des Seigneurs de Kermavan. Cette famille, dont le nom est devenu Kerman puis Carman, possédait alors la seigneurie de la Marche, dont faisait partie Trézilidé.
- En bordure de la route menant à Saint-Pol-de-Léon, un oratoire abrite la statue du saint patron de la paroisse de Trézilidé, saint Péran. Celui-ci était surnommé « le saint patron des petits cochons » par les cultivateurs qui se rendaient à la foire de Berven. En passant devant l'oratoire, ils invoquaient en effet le saint pour obtenir un bon prix de leurs cochons. Derrière cet oratoire, se trouve un fragment de roche qu'on appelle le « lit de Saint Péran », où les fidèles s'étendaient pour se guérir de leurs douleurs.

## Héraldique
| Blason de Trézilidé | Blason  | Parti: au 1 de sable à la fasce ondée accompagnée en chef de deux mouchetures d'hermine et en pointe d'une roue de moulin tous d'or, au 2 du même au lion d'azur. |
| Blason de Trézilidé | Détails | Créé par JF Binon. Page Facebook de la commune, 2025. |

## Démographie
L'évolution du nombre d'habitants est connue à travers les recensements de la population effectués dans la commune depuis 1793. Pour les communes de moins de 10 000 habitants, une enquête de recensement portant sur toute la population est réalisée tous les cinq ans, les populations de référence des années intermédiaires étant quant à elles estimées par interpolation ou extrapolation. Pour la commune, le premier recensement exhaustif entrant dans le cadre du nouveau dispositif a été réalisé en 2006.

En 2022, la commune comptait 403 habitants, en évolution de +6,61 % par rapport à 2016 (Finistère : +2,16 %, France hors Mayotte : +2,11 %).
| 1793 | 1800 | 1806 | 1821 | 1831 | 1836 | 1841 | 1846 | 1851 |
| ---- | ---- | ---- | ---- | ---- | ---- | ---- | ---- | ---- |
| 328  | 370  | 409  | 477  | 407  | 406  | 427  | 441  | 420  |

| 1856 | 1861 | 1866 | 1872 | 1876 | 1881 | 1886 | 1891 | 1896 |
| ---- | ---- | ---- | ---- | ---- | ---- | ---- | ---- | ---- |
| 372  | 320  | 343  | 342  | 347  | 369  | 342  | 357  | 381  |

| 1901 | 1906 | 1911 | 1921 | 1926 | 1931 | 1936 | 1946 | 1954 |
| ---- | ---- | ---- | ---- | ---- | ---- | ---- | ---- | ---- |
| 369  | 364  | 385  | 375  | 362  | 335  | 314  | 349  | 285  |

| 1962 | 1968 | 1975 | 1982 | 1990 | 1999 | 2006 | 2011 | 2016 |
| ---- | ---- | ---- | ---- | ---- | ---- | ---- | ---- | ---- |
| 308  | 272  | 262  | 213  | 214  | 224  | 267  | 276  | 378  |

| 2021 | 2022 | - | - | - | - | - | - | - |
| ---- | ---- | - | - | - | - | - | - | - |
| 402  | 403  | - | - | - | - | - | - | - |

### Évolution du rang démographique
| selon la population municipale des années : | 1968 | 1975 | 1982 | 1990 | 1999 | 2006 | 2009 | 2013 |
| Rang de la commune dans le département      | 270  | 275  | 274  | 276  | 275  | 271  | 271  | 271  |
| Nombre de communes du département           | 286  | 283  | 283  | 283  | 283  | 283  | 283  | 283  |

En 2016, Trézilidé était la 261e commune du département en population avec ses 378 habitants (territoire en vigueur au 1er janvier 2019), derrière Lannéanou et Port-Launay (259e à égalité avec 389 habitants) et devant Loqueffret (262e avec 359 habitants).